# Atelognathus nitoi
Atelognathus nitoi là một loài ếch thuộc họ Leptodactylidae.
Đây là loài đặc hữu của Argentina.
Môi trường sống tự nhiên của chúng là rừng cận Nam cực, đầm nước ngọt, và đầm nước ngọt có nước theo mùa.